# رومانوس یکم
رومانوس یکم با عنوان کامل رومانوس یکم لاکاپنوس (به یونانی: Ρωμανός Α΄ Λακαπήνος) (زادهٔ حدود ۸۷۲ – درگذشتهٔ ۹۴۸) امپراتور بیزانس به‌طور مشترک با دامادش کنستانتین هفتم از ۹۲۰ تا هنگام برکناریش در ۹۴۴ بود و در این مدت قدرت واقعی دردستان او قرار داشت.

## زندگی
در ۹۱۳ الکساندر، امپراتور وقت بیزانس درگذشت و برادرزاده‌اش باعنوان کنستانتین هفتم بر تخت امپراتوری نشست. از آنجا که کنستانتین خردسال بود، نخست اسقف‌اعظم نیکولاس نایب‌السلطنتی او را برعهده گرفت. اما او پس از انجام توافقی با سیمئون، خان بلغار مورد اعتراض درباریان قرار گرفت و پس از خروج بلغارها از قسطنطنیه شورشی علیه او در کاخ به پا خاست که به برکناری او انجامید. پس از او زوئه کاربونوپسینا، مادر کنستانتین نایب‌السلطنتی او را عهده‌دار شد اما از آنجا که توان مقابله با بلغارها را که حملاتشان را از سر گرفته بودند نداشت، رومانوس لاکاپنوس را که در آن زمان دریاسالار ناوگان امپراتوری بیزانس در دانوب بود را به قسطنطنیه فراخواندند.
رومانوس پس از رسیدن به نایب‌السلطنتی کنستانتین، دخترش هلنا را به ازدواج او درآورد و یک سال بعد به‌عنوان امپراتور مشترک با دامادش در ۹۲۰ تاجگذاری کرد. او سپس باکنار زدن کنستانتین از قدرت اقدام به روی کار آوردن خانوادهٔ خود نمود و در ۹۲۱ نخست پسر بزرگش کریستفر و سپس در ۹۲۴ دو پسر دیگرش استفان و کنستانتین را به امپراتوری مشترک با خود منصوب نمود. با این حال کریستوفر در ۹۳۱ درگذشت و رومانوس که از مرگ او غمگین شده بود روی به مذهب آورد.
بی‌توجهی رومانوس یکم به آیندهٔ دو پسر دیگرش استفان و کنستانتین سبب شد تا آنها علیه او دست به توطئه زده و در دسامبر ۹۴۴ او را از قدرت برکنار کرده و به صومعه‌ای بفرستند، با این حال خود آنها نیز یک ماه بعد از قدرت برکنار شدند و کنستانتین هفتم برای نخستین بار امپراتوری را مستقلاً در اختیار خود گرفت.
رومانوس یکم نیز در ۹۴۸ و در کسوت یک راهب درگذشت.